# ژانا آندرئاسیان
ژانا آرامی آندرئاسیان (ارمنی: Ժաննա Արամի Անդրեասյան؛ زادهٔ ۱۴ فوریهٔ ۱۹۸۱) یک جامعه‌شناس، روان‌شناس و سیاستمدار اهل ارمنستان است که از تاریخ ۱۳ دسامبر ۲۰۲۲ تا کنون سمت وزارت آموزش و پرورش جوانان و ورزش ارمنستان را برعهده داشت.

## زندگی‌نامه
در  ۱۴ فوریهٔ ۱۹۸۱ ‏در گرجستان به دنیا آمد و از دانشگاه دولتی ایروان فارغ‌التحصیل شد. 